# Copa del Mundo de ciclismo en pista de 2002
La Copa del Mundo de ciclismo en pista de 2002 es la 10.ª edición de la Copa del Mundo de ciclismo en pista. Se celebra del Del 19 de abril al 11 de agosto de 2002 con la disputa de cinco pruebas.

## Pruebas
| Fecha                  | Lugar     |
| ---------------------- | --------- |
| 19-21 de abril de 2002 | Monterrey |
| 10-12 de mayo de 2002  | Sídney    |
| 31-1 de mayo de 2002   | Moscú     |
| 21-23 de junio de 2002 | Cali      |
| 9-11 de agosto de 2002 | Kunming   |

## Resultados

### Masculinos
| Evento                  | Ganador                                                               | Segundo                                                               | Tercero                                                                         |
| Monterrey               | Monterrey                                                             | Monterrey                                                             | Monterrey                                                                       |
| ----------------------- | --------------------------------------------------------------------- | --------------------------------------------------------------------- | ------------------------------------------------------------------------------- |
| Keirin                  | José Antonio Escuredo                                                 | Domenico Mei                                                          | Josiah Ng Onn Lam                                                               |
| Km. contrarreloj        | Arnaud Tournant                                                       | José Antonio Escuredo                                                 | Grzegorz Krejner                                                                |
| Velocidad               | René Wolff                                                            | Julio César Herrera                                                   | Matthias John                                                                   |
| Velocidad por equipos   | Franck Durivaux Arnaud Duble Arnaud Tournant                          | Carsten Bergemann Matthias John René Wolff                            | Grzegorz Krejner Lukasz Kwiatkowski Damian Zieliński                            |
| Persecución             | Paul Manning                                                          | Sergi Escobar                                                         | Volodímir Diúdia                                                                |
| Persecución por equipos | Zmitry Aulasenka Vasil Kirienka Viktar Rapinski Yauhen Sobal          | Russel Anderson Tim Buckle Stephen Cummings Paul Manning              | Jens Mouris Peter Schep Robert Slippens Wilco Zuijderwijk                       |
| Puntuación              | Milton Wynants                                                        | Leonardo Duque                                                        | Juan Curuchet                                                                   |
| Scratch                 | Franco Marvulli                                                       | Robert Slippens                                                       | James Carney                                                                    |
| Madison                 | Miquel Alzamora Joan Llaneras                                         | Juan Curuchet Edgardo Simón                                           | Alexander Aeschbach Franco Marvulli                                             |
| Sídney                  |                                                                       |                                                                       |                                                                                 |
| Keirin                  | Sean Eadie                                                            | Josiah Ng Onn Lam                                                     | Alwyn McMath                                                                    |
| Km. contrarreloj        | Chris Hoy                                                             | Ben Kersten                                                           | Garen Bloch                                                                     |
| Velocidad               | Sean Eadie                                                            | Arnaud Tournant                                                       | Mickaël Bourgain                                                                |
| Velocidad por equipos   | Chris Hoy Alwyn McMath Andy Slater                                    | Mickaël Bourgain Arnaud Duble Arnaud Tournant                         | Lampros Vasilopoulos Kleanthis Bargas Dimitris Georgalis                        |
| Persecución             | Peter Dawson                                                          | Hayden Roulston                                                       | Stefan Steinweg                                                                 |
| Persecución per equipos | Hayden Roulston Gregory Henderson Matthew Randall Lee Vertongen       | Peter Dawson Stephen Wooldridge Rod McGee Mark Renshaw                | Ioannis Tsakouridis Vasilos Gianniosis Elpidofóros Potourídis Kostas Rodopoulos |
| Puntuación              | Mark Renshaw                                                          | Jean-Pierre Van Zyl                                                   | Gregory Henderson                                                               |
| Scratch                 | Robert Slippens                                                       | James Carney                                                          | Leonardo Duque                                                                  |
| Madison                 | Gregory Henderson Hayden Roulston                                     | Mark Renshaw Darren Young                                             | Robert Slippens Danny Stam                                                      |
| Moscú                   |                                                                       |                                                                       |                                                                                 |
| Keirin                  | Ainārs Ķiksis                                                         | Ryan Bayley                                                           | José Antonio Escuredo                                                           |
| Km. contrarreloj        | Sören Lausberg                                                        | Andriy Vynokourov                                                     | Jamie Staff                                                                     |
| Velocidad               | René Wolff                                                            | Lukasz Kwiatkowski                                                    | Florian Rousseau                                                                |
| Velocidad por equipos   | Chris Hoy Jason Queally Jamie Staff                                   | Ryan Bayley Ben Kersten Sean Eadie                                    | René Wolff Sören Lausberg Matthias John                                         |
| Persecución             | Jens Lehmann                                                          | Luke Roberts                                                          | Alekséi Márkov                                                                  |
| Persecución por equipos | Aleksei Màrkov Alexander Serov Sergei Klimov Denis Smyslov            | Alexander Simonenko Vitali Popkov Sergiy Chernyavsky Roman Kononenko  | Jens Lehmann Sebastian Siedler Guido Fulst Andreas Müller                       |
| Puntuación              | Graeme Brown                                                          | Serguéi Lavrenenko                                                    | Makoto Iijima                                                                   |
| Scratch                 | Lyubomyr Polatayko                                                    | Miquel Alzamora                                                       | Ivan Vrba                                                                       |
| Madison                 | Franz Stocher Roland Garber                                           | Alexander Aeschbach Franco Marvulli                                   | Mark Renshaw Scott McGrory                                                      |
| Cali                    |                                                                       |                                                                       |                                                                                 |
| Keirin                  | Jens Fiedler                                                          | Laurent Gané                                                          | Peter Bazalik                                                                   |
| Km. contrarreloj        | José Antonio Villanueva                                               | Teun Mulder                                                           | Hervé Robert Thuet                                                              |
| Velocidad               | Laurent Gané                                                          | Jens Fiedler                                                          | Jan van Eijden                                                                  |
| Velocidad por equipos   | José Antonio Escuredo Salvador Meliá José Antonio Villanueva          | Peter Bazálik Jaroslav Jeřábek Jan Lepka                              | Julio Herrera Damián Gainza Yosmani Poll                                        |
| Persecución             | Tomas Vaitkus                                                         | Stefan Steinweg                                                       | Fabien Sanchez                                                                  |
| Persecución por equipos | Massimo Strazzer Maicol Valgiusti Alessandro Mazzolani Angelo Ciccone | Tomas Vaitkus Sergejus Apionkinas Aivaras Baranauskas Vytautas Kaupas | Guillermo Ferrer Asier Maeztu Isaac Gálvez Cristóbal Forcadell                  |
| Puntuación              | Colby Pearce                                                          | Joan Llaneras                                                         | Franz Stocher                                                                   |
| Scratch                 | Matthew Gilmore                                                       | James Carney                                                          | Luis Fernando Sepulveda                                                         |
| Madison                 | Alemania                                                              | Australia                                                             | Estados Unidos                                                                  |
| Kunming                 |                                                                       |                                                                       |                                                                                 |
| Keirin                  | Pavel Buráň                                                           | Viesturs Berzins                                                      | Lampros Vasilopoulos                                                            |
| Km. contrarreloj        | Ahmed López                                                           | Toshiaki Fushimi                                                      | Benjamín Martínez                                                               |
| Velocidad               | Viesturs Berzins                                                      | Pavel Buráň                                                           | Carsten Bergemann                                                               |
| Velocidad por equipos   | República Checa                                                       | Japón                                                                 | Grecia                                                                          |
| Persecución             | Sebastian Siedler                                                     | Mike Tillman                                                          | Lyubomyr Polatayko                                                              |
| Persecución por equipos | Alemania                                                              | Ucrania                                                               | Polonia                                                                         |
| Puntuación              | Franco Marvulli                                                       | Colby Pearce                                                          | Volodímir Ribin                                                                 |
| Scratch                 | Ivan Vrba                                                             | Franco Marvulli                                                       | Tony Gibb                                                                       |
| Madison                 | Franco Marvulli Alexander Aeschbach                                   | Michael Tillman Colby Pearce                                          | Guido Fulst Andreas Müller                                                      |

### Femeninos
| Evento              | Ganadora              | Segunda               | Tercera               |
| Monterrey           | Monterrey             | Monterrey             | Monterrey             |
| ------------------- | --------------------- | --------------------- | --------------------- |
| Keirin              | Yumari González       | Katrin Meinke         | Svetlana Grankovskaya |
| 500 m. contrarreloj | Natallia Tsylinskaya  | Nancy Contreras       | Katrin Meinke         |
| Velocidad           | Natallia Tsylinskaya  | Svetlana Grankovskaya | Tammy Thomas          |
| Persecución         | Emma Davies           | Svetlana Ivahonenkava | Olga Slyusareva       |
| Puntuación          | Belem Guerrero        | Yang Limei            | Zheng Puxiang         |
| Scratch             | Erin Mirabella        | Mandy Poitras         | Belem Guerrero        |
| Sídney              |                       |                       |                       |
| Keirin              | Rosealee Hubbard      | Michelle Ferris       | Lori-Ann Muenzer      |
| 500 m. contrarreloj | Tanya Lindenmuth      | Julie Paulding        | Nancy Contreras       |
| Velocidad           | Tammy Thomas          | Tanya Lindenmuth      | Lori-Ann Muenzer      |
| Persecución         | Sarah Ulmer           | Sara Symington        | Cathy Moncassin       |
| Puntuación          | Sarah Hammer          | Cathy Moncassin       | Sarah Ulmer           |
| Scratch             | Sarah Ulmer           | Sarah Hammer          | Cathy Moncassin       |
| Moscú               |                       |                       |                       |
| Keirin              | Irina Ianovich        | Céline Nivert         | Jennie Reed           |
| 500 m. contrarreloj | Natallia Tsylinskaya  | Tamilla Abassova      | Jiang Yonghua         |
| Velocidad           | Natallia Tsylinskaya  | Svetlana Grankovskaya | Tamilla Abassova      |
| Persecución         | Leontien van Moorsel  | Olga Slyusareva       | Katherine Bates       |
| Puntuación          | Olga Slyusareva       | Neringa Raudonyte     | Katherine Bates       |
| Scratch             | Olga Slyusareva       | Rochelle Gilmore      | Rikke Sandhoj Olsen   |
| Cali                |                       |                       |                       |
| Keirin              | Svetlana Grankovskaya | Clara Sanchez         | Daniela Larreal       |
| 500 m. contrarreloj | Tammy Thomas          | Tatiana Malianova     | Yumari González       |
| Velocidad           | Svetlana Grankovskaya | Tammy Thomas          | Susann Panzer         |
| Persecución         | Rasa Mazeikyte        | Lada Kozlíková        | Erin Mirabella        |
| Puntuación          | Belem Guerrero        | Gema Pascual          | Anke Wichmann         |
| Scratch             | Mandy Poitras         | Erin Mirabella        | Lada Kozlíková        |
| Kunming             |                       |                       |                       |
| Keirin              | Li Na                 | Fang Tian             | Jennie Reed           |
| 500 m. contrarreloj | Jiang Yonghua         | Kathrin Freitag       | Yvonne Hijgenaar      |
| Velocidad           | Li Na                 | Kathrin Freitag       | Fang Tian             |
| Persecución         | Elena Tchalykh        | Amy Safe              | Christina Becker      |
| Puntuació           | Elena Tchalykh        | Zheng Puxiang         | Vera Carrara          |
| Scratch             | Elena Tchalykh        | Lyudmyla Vypyraylo    | Adrie Visser          |

## Clasificaciones

### Países
| Rang | País/Equip     | Monterrey | Sydney | Moscou | Cali | Kunming | Total |
| ---- | -------------- | --------- | ------ | ------ | ---- | ------- | ----- |
| 1    | Estados Unidos | 90        | 93     | 17     | 104  | 90      | 394   |
| 2    | Alemania       | 87        | 24     | 83     | 91   | 90      | 375   |
| 3    | Australia      | -         | 154    | 99     | -    | 25      | 278   |
| 4    | Rusia          | 59        | -      | 103    | 66   | 43      | 271   |
| 5    | Francia        | 70        | 76     | 50     | 72   | -       | 268   |
| 6    | Países Bajos   | 56        | 59     | 34     | 42   | 52      | 243   |
| 7    | Reino Unido    | 52        | 74     | 22     | 11   | 42      | 201   |
| 8    | España         | 67        | -      | 42     | 82   | -       | 191   |
| 9    | Ucrania        | -         | -      | 100    | -    | 79      | 179   |
| 10   | China          | 30        | -      | 22     | 9    | 106     | 167   |

### Masculinos
| Pos. | Ciclista              | Mon | Syd | Mos | Cal | Kun | Pts |
| 1.   | Pavel Buráň           | -   | -   | 6   | -   | 12  | 18  |
| 2.   | Josiah Ng On Lam      | 8   | 10  | -   | -   | -   | 18  |
| 3.   | Jeffrey Labauve       | -   | -   | -   | 7   | 6   | 13  |
| 4.   | Sean Eadie            | -   | 12  | -   | -   | -   | 12  |
| -    | José Antonio Escuredo | 12  | -   | -   | -   | -   | 12  |
| -    | Ainārs Ķiksis         | -   | -   | -   | 12  | -   | 12  |
| -    | Jens Fiedler          | -   | -   | 12  | -   | -   | 12  |

| Pos. | Ciclista          | Mon | Syd | Mos | Cal | Kun | Pts |
| 1.   | Wilson Meneses    | 6   | 5   | -   | 7   | -   | 18  |
| 2.   | Ahmed Lopez       | -   | 4   | -   | -   | 12  | 16  |
| 3.   | Jamie Staff       | 7   | -   | 8   | -   | -   | 15  |
| 4.   | Grzegorz Krejner  | 8   | -   | 6   | -   | -   | 14  |
| -    | Benjamin Martinez | -   | -   | 6   | 8   | -   |     |

| Pos. | Ciclista           | Mon | Syd | Mos | Cal | Kun | Pts |
| 1.   | René Wolff         | 12  | -   | 12  | -   | -   | 24  |
| 2.   | Jeffrey Labauve    | 7   | -   | 3   | 5   | 6   | 21  |
| 3.   | Sean Eadie         | -   | 12  | 6   | -   | -   | 18  |
| 4.   | Lukasz Kwiatkowski | -   | 5   | 10  | -   | -   | 15  |
| 5.   | Pavel Buráň        | -   | -   | 4   | -   | 10  | 14  |

| Pos. | Ciclista           | Mon | Syd | Mos | Cal | Kun | Pts |
| 1.   | Tomas Vaitkus      | -   | -   | 6   | 12  | -   | 18  |
| 2.   | Stefan Steinweg    | -   | 8   | -   | 10  | -   | 18  |
| 3.   | Mike Tillman       | 5   | -   | -   | -   | 10  | 15  |
| 4.   | Lyubomyr Polatayko | -   | -   | 7   | -   | 8   | 15  |
| 5.   | José Serpa         | 3   | 6   | -   | 5   | -   | 14  |

| Pos. | Equip       | Mon | Syd | Mos | Cal | Kun | Pts |
| 1.   | Reino Unido | -   | 12  | 12  | -   | -   | 24  |
| 2.   | Francia     | 12  | 10  | -   | -   | -   | 22  |
| 3.   | Japón       | 5   | -   | 7   | -   | 10  | 22  |
| 4.   | Grecia      | 4   | 8   | -   | -   | 8   | 20  |
| 5.   | España      | 6   | -   | 1   | 12  | -   | 19  |

| Pos. | Equip     | Mon | Syd | Mos | Cal | Kun | Pts |
| 1.   | Alemania  | -   | -   | 8   | -   | 12  | 20  |
| 2.   | Ucrania   | -   | -   | 10  | -   | 10  | 20  |
| 3.   | Polonia   | -   | 7   | 3   | -   | 8   | 18  |
| 4.   | Colombia  | 6   | 5   | -   | 7   | -   | 18  |
| 5.   | Australia | -   | 10  | 7   | -   | -   | 17  |

| Pos. | Ciclista        | Mon | Syd | Mos | Cal | Kun | Pts |
| 1.   | James Carney    | 8   | 10  | -   | 10  | -   | 28  |
| 2.   | Franco Marvulli | 12  | -   | 1   | -   | 10  | 23  |
| 3.   | Ivan Vrba       | 3   | -   | 8   | -   | 12  | 23  |
| 4.   | Robert Slippens | 10  | 12  | -   | -   | -   | 22  |
| 5.   | Matthew Gilmore | -   | 6   | -   | 12  | -   | 18  |

| Pos. | Ciclista       | Mon | Syd | Mos | Cal | Kun | Pts |
| 1.   | Alemania       | -   | 7   | 7   | 12  | 8   | 34  |
| 2.   | Suiza          | 8   | -   | 10  | -   | 12  | 30  |
| 3.   | Austria        | -   | -   | 12  | 10  | -   | 22  |
| 4.   | Estados Unidos | 4   | -   | -   | 8   | 10  | 22  |
| 5.   | Australia      | -   | 10  | 8   | -   | -   | 18  |

#### Puntuación
| Pos. | Ciclista          | Mon | Syd | Mos | Cal | Kun | Pts |
| 1.   | Colby Pearce      | -   | -   | -   | 12  | 10  | 22  |
| 2.   | Leonardo Duque    | 10  | -   | -   | 6   | -   | 16  |
| 3.   | Jukka Heinikainen | 2   | -   | 6   | -   | 6   | 14  |
| 4.   | Joan Llaneras     | 3   | -   | -   | 10  | -   | 13  |
| 5.   | Graeme Brown      | -   | -   | 12  | -   | -   | 12  |
| -    | Franco Marvulli   | -   | -   | -   | -   | 12  | 12  |
| -    | Mark Renshaw      | -   | 12  | -   | -   | -   | 12  |
| -    | Milton Wynants    | 12  | -   | -   | -   | -   | 12  |

### Femeninos
| Pos. | Ciclista              | Mon | Syd | Mos | Cal | Kun | Pts |
| 1.   | Svetlana Grankovskaya | 8   | -   | 4   | 12  | -   | 24  |
| 2.   | Li Na                 | -   | -   | 3   | 6   | 12  | 21  |
| 3.   | Jennie Reed           | 4   | -   | 8   | -   | 8   | 20  |
| 4.   | Rosealee Hubbard      | -   | 12  | -   | -   | 4   | 16  |
| 5.   | Fang Tian             | -   | -   | 6   | -   | 10  | 16  |

| Pos. | Ciclista             | Mon | Syd | Mos | Cal | Kun | Pts |
| 1.   | Yonghua Jiang        | 5   | -   | 8   | -   | 12  | 25  |
| 2.   | Natallia Tsylinskaya | 12  | -   | 12  | -   | -   | 24  |
| 3.   | Yvonne Hijgenaar     | 1   | -   | 5   | 5   | 8   | 19  |
| 4.   | Tanya Lindenmuth     | 6   | 12  | -   | -   | -   | 18  |
| 5.   | Nancy Contreras      | 10  | 8   | -   | -   | -   | 18  |

| Pos. | Ciclista              | Mon | Syd | Mos | Cal | Kun | Pts |
| 1.   | Svetlana Grankovskaya | 10  | -   | 10  | 12  | -   | 32  |
| 2.   | Tammy Thomas          | 8   | 12  | -   | 10  | -   | 30  |
| 3.   | Natallia Tsylinskaya  | 12  | -   | 12  | -   | -   | 24  |
| 4.   | Tanya Lindenmuth      | 7   | 10  | -   | 5   | -   | 22  |
| 5.   | Lori-Ann Muenzer      | 5   | 8   | -   | 6   | -   | 19  |

| Pos. | Ciclista          | Mon | Syd | Mos | Cal | Kun | Pts |
| 1.   | Erin Mirabella    | 10  | 7   | -   | 8   | -   | 25  |
| 2.   | Rasa Mazeikyte    | -   | -   | 6   | 12  | -   | 18  |
| 3.   | María Luisa Calle | 6   | 5   | -   | 6   | -   | 17  |
| 4.   | Amy Safe          | -   | 6   | -   | -   | 10  | 16  |
| 5.   | Elena Tchalykh    | -   | -   | -   | 3   | 12  | 15  |

| Pos. | Ciclista       | Mon | Syd | Mos | Cal | Kun | Pts |
| 1.   | Belem Guerrero | 12  | -   | -   | 12  | -   | 24  |
| 2.   | Elena Tchalykh | -   | -   | -   | 6   | 12  | 18  |
| 3.   | Zheng Puxiang  | 8   | -   | -   | -   | 10  | 18  |
| 4.   | Yang Limei     | 10  | -   | -   | -   | 7   | 17  |
| 5.   | Erin Mirabella | 7   | 7   | -   | 3   | -   | 17  |

| Pos. | Ciclista           | Mon | Syd | Mos | Cal | Kun | Pts |
| 1.   | Erin Mirabella     | 12  | 4   | -   | 10  | -   | 26  |
| 2.   | Mandy Poitras      | 10  | -   | -   | 12  | -   | 22  |
| 3.   | Rochelle Gilmore   | -   | 7   | 10  | -   | -   | 17  |
| 4.   | Adrie Visser       | -   | -   | 4   | 5   | 8   | 17  |
| 5.   | Lyudmyla Vypyraylo | -   | -   | 6   | -   | 10  | 16  |